# Gabinete de prensa
Un Gabinete de prensa, también conocido como asesoría de prensa, gabinete de medios, gabinete de comunicación, gabinete de relaciones con los medios de comunicación, gabinete de relaciones públicas o gabinete de relaciones externas, entre otros, es un organismo encargado por una empresa para gestionar todas las solicitudes de información de los medios de comunicación, así como de realizar relaciones proactivas con éstos con el objetivo de difundir determinados mensajes.
Entre los materiales que suele preparar destacan:
- Nota de prensa ;
- Dosier de prensa ;
- Alerta a los medios ;
- Contenidos para página web y dark site ;
- Informes de cobertura mediática.

Este organismo puede ser tanto interno como contratado con un proveedor externo.